# Lista över antal dödade under andra världskriget
Omkring 55 till 60 miljoner människor dog under det andra världskriget, dessa var inte enbart soldater utan även många civila. En stor andel förföljdes på grund av sina politiska åsikter, religiösa övertygelse eller sin etnicitet (judar, romer, sinti och jeni, Jehovas vittnen, homosexuella, "asociala", vapenvägrare och religiösa ledare), som dog i förödelsen och i nazisternas koncentrationsläger. Även i Sovjetunionen dödades miljontals människor under det andra världskriget. Många civila dog i bombningarna av de stora städerna (Köln, Hamburg, Warszawa, Dresden, London), belägringen av Leningrad, uthungringen av Charkiv, sänkningen av flyktingfartyg (Gustloff, Goya, Steuben), vinterkylan, strafflägren i Sovjetunionen och tvångsutdrivningen av folk efter kriget.

## Dödstal

### F. W. Putzger:Historischer Weltatlas, Velhagen & Klasing, 2006
Siffrorna inkluderar stupade, mördade, dödade och saknade människor i andra världskriget. Därtill refererar siffrorna till de länder, varifrån soldaterna, de civila, judarna och folktyskarna kom ifrån. Antalen är givna i jämna 10 000-tal.
| Land                              | Soldater   | Civila (Luft- och partisankrig) | Judar     | Folktyskar (fram tills 1949) |
| --------------------------------- | ---------- | ------------------------------- | --------- | ---------------------------- |
| Belgien                           | 10 000     | 50 000                          | 30 000    | 0                            |
| Bulgarien                         | 10 000     | 0                               | 10 000    | 0                            |
| Danzig                            | 20 000     | 80 000                          | 0         | 0                            |
| Tyskland                          | 3 200 000  | 2 100 000                       | 170 000   | 0                            |
| Estland                           | 0          | 140 000                         | 0         | 0                            |
| Finland                           | 90 000     | 0                               | 0         | 0                            |
| Frankrike                         | 250 000    | 270 000                         | 80 000    | 0                            |
| Grekland                          | 20 000     | 80 000                          | 60 000    | 0                            |
| Storbritannien och Nordirland     | 678 000    | 60 000                          | 0         | 0                            |
| Italien                           | 330 000    | 70 000                          | 10 000    | 0                            |
| Jugoslavien                       | 300 000    | 1 300 000                       | 60 000    | 180 000                      |
| Lettland                          | 0          | 120 000                         | 80 000    | 10 000                       |
| Litauen                           | 0          | 170 000                         | 130 000   | 0                            |
| Nederländerna                     | 10 000     | 100 000                         | 100 000   | 0                            |
| Norge                             | 3000       | 5800                            | 700       | 0                            |
| Österrike                         | 230 000    | 40 000                          | 60 000    | 0                            |
| Polen                             | 100 000    | 2 500 000                       | 3 000 000 | 300 000                      |
| Rumänien                          | 200 000    | 40 000                          | 220 000   | 140 000                      |
| Sovjetunionen                     | 13 600 000 | 6 000 000                       | 1 000 000 | 300 000                      |
| Tjeckoslovakien                   | 25 000     | 70 000                          | 240 000   | 450 000                      |
| Ungern                            | 350 000    | 450 000                         | 460 000   | 90 000                       |
| USA (i Europa)                    | 170 000    | 0                               | 0         | 0                            |
| Sammanlagt (Europa)               | 19 020 000 | 13 270 000                      | 5 450 000 | 1 470 000                    |
| Australien                        | 30 000     | 0                               | 0         | 0                            |
| Brittiska Indien                  | 40 000     | 0                               | 0         | 0                            |
| Kina                              | 3 500 000  | 10 000 000                      | 0         | 0                            |
| Japan                             | 1 700 000  | 360 000                         | 0         | 0                            |
| Nya Zeeland (i stillahavsområdet) | 10 000     | 0                               | 0         | 0                            |
| USA (i stillahavsområdet)         | 50 000     | 0                               | 0         | 0                            |
| Sammanlagt (Asien)                | 5 330 000  | 10 360 000                      | 0         | 0                            |
| Sammanlagt                        | 24 350 000 | 23 630 000                      | 5 450 000 | 1 470 000                    |

### W. van Mourik:Bilanz des Krieges, Lekturama-Rotterdam, 1978
Siffrorna inkluderar stupade och saknade soldater och/eller civila som stupade i strid. Siffrorna refererar dessutom till det land varifrån soldaterna och civilisterna härstammade.
| Land                             | Soldater   |
| -------------------------------- | ---------- |
| Australien                       | 30 000     |
| Belgien                          | 10 000     |
| Bulgarien                        | 10 000     |
| Republiken Kina                  | 3 500 000  |
| Tyskland                         | 3 250 000  |
| Finland                          | 90 000     |
| Frankrike (exklusive kolonierna) | 250 000    |
| Grekland                         | 20 000     |
| Storbritannien och Nordirland    | 370 000    |
| Italien                          | 330 000    |
| Japan                            | 1 700 000  |
| Jugoslavien                      | 300 000    |
| Nya Zeeland                      | 10 000     |
| Nederländerna                    | 23 000     |
| Norge                            | 10 000     |
| Österrike                        | 230 000    |
| Polen                            | 120 000    |
| Rumänien                         | 200 000    |
| Sovjetunionen                    | 13 600 000 |
| Tjeckoslovakien                  | 20 000     |
| Ungern                           | 120 000    |
| USA                              | 220 000    |
| Sammanlagt                       | 24 413 000 |

| Land                             | Civila     |
| -------------------------------- | ---------- |
| Belgien                          | 50 000     |
| Republiken Kina                  | 10 000 000 |
| Tyskland                         | 3 640 000  |
| Estland                          | 140 000    |
| Frankrike (exklusive kolonierna) | 270 000    |
| Grekland                         | 80 000     |
| Storbritannien och Nordirland    | 60 000     |
| Italien                          | 70 000     |
| Japan                            | 360 000    |
| Jugoslavien                      | 1 300 000  |
| Lettland                         | 120 000    |
| Litauen                          | 170 000    |
| Nederländerna                    | 112 000    |
| Österrike                        | 40 000     |
| Polen                            | 2 500 000  |
| Rumänien                         | 40 000     |
| Sovjetunionen                    | 6 000 000  |
| Tjeckoslovakien                  | 70 000     |
| Ungern                           | 80 000     |
| Sammanlagt                       | 25 102 000 |

### Enligt engelskspråkiga Wikipedia
| Land | stupade soldater från axelmakterna |
| --- | ---------------------------------- |
| Bulgarien (fram till 1944) | 9 000                              |
| Tyskland | 5 300 000 (1)                      |
| Finland (fram till 1944) | 81 000                             |
| Italien (fram till 1943) | 60 000                             |
| Japan | 1 500 000                          |
| Rumänien (fram till 1944) | 290 000                            |
| Thailand | 5 600                              |
| Ungern | 350 000                            |
| Vichyregimen | 2 653                              |
| Sammanlagt | 7 246 800                          |
| (1) Österrikare, sudettyskar, folktyskar från östra Europa, andra tvångsrekryterade och frivilliga inklusive utlänningar såväl som döda i krigsfångläger. |                                    |

| Land                             | stupade allierade soldater |
| -------------------------------- | -------------------------- |
| Abessinien                       | 5 000                      |
| Albanien                         | 28 000                     |
| Australien                       | 40 400                     |
| Belgien                          | 12 100                     |
| Brasilien                        | 1 000                      |
| Bulgarien (efter 1944)           | 1 000                      |
| Republiken Kina                  | 3 000 000                  |
| Danmark                          | 1 300                      |
| Finland (efter 1944)             | 1 000                      |
| Frankrike (exklusive kolonierna) | 212 000                    |
| Grekland                         | 20 000                     |
| Storbritannien och Nordirland    | 382 600                    |
| Indien                           | 87 000                     |
| Italien (efter 1943)             | 17 500                     |
| Jugoslavien                      | 446 000                    |
| Kanada                           | 45 300                     |
| Luxemburg                        | 4 000                      |
| Mongoliet                        | 3000                       |
| Nederländerna                    | 3 900                      |
| Nya Zeeland                      | 11 900                     |
| Norge                            | 3 000                      |
| Filippinerna                     | 5 000                      |
| Polen                            | 400 000                    |
| Rumänien (efter 1944)            | 5 000                      |
| Sovjetunionen                    | 10 700 000                 |
| Sydafrika                        | 11 900                     |
| Tjeckoslovakien                  | 25 000                     |
| USA                              | 416 800                    |
| Sammanlagt                       | 24 456 700                 |

| Land                             | döda civila |
| -------------------------------- | ----------- |
| Abessinien                       | 5 000       |
| Albanien                         | 11 000      |
| Australien                       | 100         |
| Belgien                          | 52 000      |
| Bulgarien                        | 10 000      |
| Kina                             | 100 000     |
| Danmark                          | 1 800       |
| Tyskland                         | 1 840 000   |
| Finland                          | 2 000       |
| Frankrike (exklusive kolonierna) | 267 000     |
| Grekland                         | 209 000     |
| Storbritannien och Nordirland    | 67 800      |
| Indien                           | 1 500 000   |
| Italien                          | 145 100     |
| Jugoslavien                      | 514 000     |
| Japan                            | 600 000     |
| Nederländerna                    | 92 000      |
| Norge                            | 5 800       |
| Österrike                        | 45 000      |
| Filippinerna                     | 90 000      |
| Polen                            | 2 200 000   |
| Rumänien                         | 56 000      |
| Sovjetunionen                    | 11 500 000  |
| Thailand                         | 310         |
| Tjeckoslovakien                  | 63 000      |
| Ungern                           | 80 000      |
| USA                              | 11 200      |
| Sammanlagt                       | 32 327 100  |

## Förluster i arméerna
| Land                | Försvarsgren               | Antal som tjänstgjorde | Dödade     | Sårade     | Tillfångatagna | Dödade per 1 000 tjänstgörande | Procent dödade |
| ------------------- | -------------------------- | ---------------------- | ---------- | ---------- | -------------- | ------------------------------ | -------------- |
| Tyskland            | Armén                      | 13 600 000             | 4 202 000* |            |                | 309                            | 30,9%          |
|                     | Luftwaffe                  | 2 500 000              | 433 000    |            |                | 173                            | 17,3%          |
|                     | Flottan                    | 1 200 000              | 138 000    |            |                | 115                            | 11,5%          |
|                     | SS                         | 900 000                | 314 000    |            |                | 349                            | 34,9%          |
|                     | Volkssturm och Gestapo     | 500 000                | 231 000    |            |                | 462                            | 46,2%          |
|                     | Totalt                     | 18 700 000             | 5 370 000  | 6 035 000  | 11 100 000 *   | 287                            | 28,7%          |
| Japan               | Armén                      | 6 300 000              | 1 526 000  | 85 600     | 30 000         | 242                            | 24,2%          |
|                     | Flottan                    | 2 100 000              | 414 900    | 8 900      | 10 000         | 198                            | 19,8%          |
|                     | Flygvapnet                 | 1 000                  | 325 700    | 12 800     | 2 000          | 326                            | 32,6%          |
|                     | Totalt                     | 9 400 000              | 2 265 000  | 106 500    | 42 000         | 240                            | 24,0%          |
| Sovjetunionen       | Alla grenar inom försvaret | 34 476 700             | 8 668 400  | 15 685 593 | 5 059 000      | 251                            | 25,1%          |
| Frankrike           | Alla grenar inom försvaret |                        | 256 211    |            | 2 129 000      |                                |                |
| Brittiska samväldet | Alla grenar inom försvaret | 11 115 000             | 580 000    | 475 000    | 318 000        | 52                             | 5,2%           |
| USA                 | Armén                      | 11 260 000             | 318 274    | 565 861    |                | 28                             | 2,8%           |
|                     | Flygvapnet                 | 3 400 000              | 54 700     | 17 900     |                | 16                             | 1,6%           |
|                     | Flottan                    | 4 183 446              | 62 614     | 37 778     |                | 15                             | 1,5%           |
|                     | Totalt                     | 18 886 000             | 434 000    | 622 000    |                | 23                             | 2,3%           |

- cirka 1 miljon av de tyska döda dog i krigsfångenskap, siffrorna infattar också österrikare, tvångsrekryterade och frivilliga.